# Astragalus zayuensis
Astragalus zayuensis là một loài thực vật có hoa trong họ Đậu. Loài này được C.C.Ni & P.C.Li miêu tả khoa học đầu tiên.